# 卢昂附近蒙塔尼
卢昂附近蒙塔尼（法語：Montagny-près-Louhans，法語發音：[mɔ̃taɲi pʁɛ lu.ɑ̃]）是法国索恩-卢瓦尔省的一个市镇，属于卢昂区。

## 地理
卢昂附近蒙塔尼（46°39'31"N, 5°16'11"E）面积9.51 平方千米，位于法国勃艮第-弗朗什-孔泰大區索恩-卢瓦尔省，该省份为法国中部省份，北起顺时针与科多尔省、汝拉省、安省、罗讷省、卢瓦尔省、阿列省和涅夫勒省接壤。
与卢昂附近蒙塔尼接壤的市镇（或旧市镇、城区）包括：卢昂、拉特。

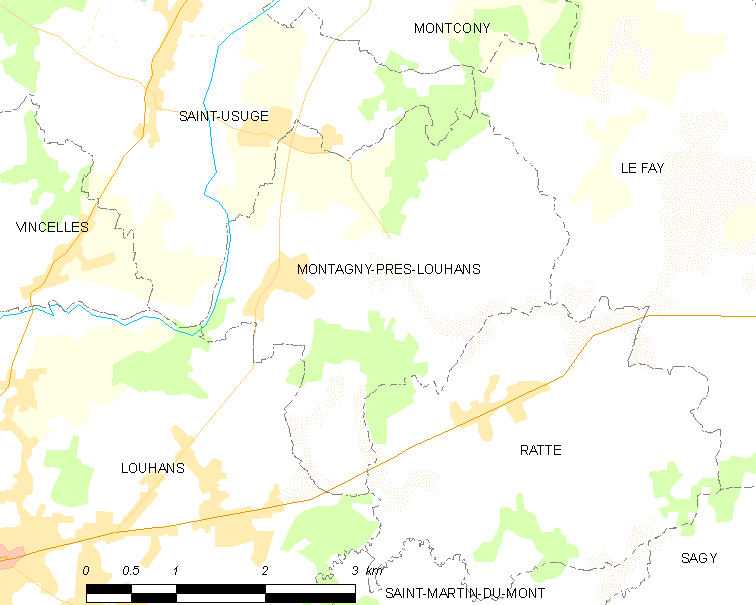
卢昂附近蒙塔尼的OSM定位图

卢昂附近蒙塔尼的时区为UTC+01:00、UTC+02:00（夏令时）。

## 行政
卢昂附近蒙塔尼的邮政编码为71500，INSEE市镇编码为71303。

## 政治
卢昂附近蒙塔尼所属的省级选区为卢昂县。

## 人口

1962-2008年间卢昂附近蒙塔尼人口变化图示

卢昂附近蒙塔尼于2022年1月1日时的人口数量为496人。